# 趙嘉晞
趙嘉晞（2001年7月29日—），藝名Cass，澳門土生葡人，是澳門女藝人、模特兒兼壁球運動員，前微辣文化成員。2024年代表澳門參加第73屆環球小姐選美，是澳門有史以來首個當地參賽者，並晉身30強。

## 簡歷
趙嘉晞出生於土生葡人家庭，其父曾為澳門三項鐵人運動員。語言方面，精通粵語、葡萄牙語和英語。中學時就讀於澳門聖公會中學，大學入讀澳門大學文學士學位（葡語研究）課程，翌年轉為英語系，並於2023年畢業，就學期間亦加入澳門大學壁球隊。
於2016年2月參加青少年壁球學校選材日並入選，從而展開其壁球運動員的事業生涯，其後於澳門青少年壁球學校接受訓練，教練為林資岷。期間代表澳門參與各項賽事，如2018中國青少年個人錦標賽、2019「西崗杯」全國青少年壁球冬季系列賽暨大連市青少年壁球公開賽、2019年HEAD香港青少年壁球公開賽等。2021年後離隊。
2020年始於澳門自媒體娛樂品牌微辣文化中亮相，與霍俊邦、葉蘇霖等人合作拍攝影片，並為多個贊助品牌及廣告商代言，2023年劉靜儀自殺風波後，據雅虎9月報道，已經宣布退出該公司。

## 外部連結
- 趙嘉晞的Instagram帳戶